# VOOsport World 1
VOOSport World 1 (anciennement Be Sport 1) est une chaîne de télévision thématique privée belge à péage consacrée au sport.
Elle diffuse des matchs de foot, comme la Bundesliga ou la Premier League, mais aussi du basket, du golf, des émissions et des documentaires de Canal+ Sport. Certains événements sportifs (comme le Top 14) sont diffusés par les antennes de Canal+.

## Histoire
En 2004, BeTV est créée, et remplace Canal + Belgique. Le nouveau bouquet compte six chaînes : Be 1, Be 1+1h, Be Ciné 1, Be Ciné 2, Be Sport 1 et Be Sport 2. 
En juillet 2011, Be Sport 1 commence sa diffusion en haute définition.
En 2016, BeTV - qui a entre-temps créé Be Sport 3 en 2012, remanie son offre de chaînes sportives. Be Sport 1, Be Sport 2 et Be Sport 3 deviennent respectivement VOOsport World 1, VOOsport World 2 et VOOsport World 3. L'offre s'agrandit avec les 2 chaînes Eleven et passe de 25 à 14,99 €/mois.

## Organisation

### Capital
La chaîne appartient à 100 % au groupe audiovisuel BeTV. 

## Programmes
Les trois chaînes VOOsport World axent leurs grilles sur la diffusion de sport international ; le sport 100% belge étant réservé à VOOsport. Les chaînes VOOsport World diffusent ainsi les championnats de football anglais, allemand et néerlandais, la FA Cup, l'Euroligue de basket-ball, les tournois de tennis ATP World Tour 500 et ATP World Tour Masters 1000, du Golf (European Tour), le Championnat de France de rugby à XV, les meetings d'athlétisme de la Ligue de Diamant, de la Boxe ainsi que l'émission L'Europe des 11.